# Stanisław Barej
Stanisław Barej (né le 30 mars 1956) est un lutteur polonais.

## Palmarès

### Championnats d'Europe
- Médaille de bronze en catégorie des moins de 68 kg en 1986
- Médaille de bronze en catégorie des moins de 68 kg en 1985